# TV2 (Malaisie)
Pour les articles homonymes, voir TV2.
Ne doit pas être confondu avec M2 (Hongrie) ou TV2 (Hongrie).
TV2 est une chaîne de télévision malaisienne détenue et exploitée par Radio Televisyen Malaysia, une division du gouvernement malaisien. TV2 diffuse désormais 24 heures par jour depuis le 3 janvier 2006.

## Histoire
RTM TV2 est lancée le 17 novembre 1969, lorsque Televisyen Malaysia (actuellement connue sous le nom TV1) se scinde en deux chaînes distinctes. Elle propose des programmes de divertissements locaux et internationaux, des films et des drames. Certains éléments tels que le sexe et la violence sont censurés. Le siège de la chaîne se situent à Angkasapuri, Kuala Lumpur. Les programmes de la chaîne TV Pendidikan (en) sont diffusées sur cette chaîne entre 1972 et 1999, en alternance avec TV1 dans l'après-midi jusqu'en 1994. La programmation de jour sur TV1 et sur TV3, qui débute le 1er mars 1994, amènent à la diffusion des programmations de TV Pendidikan sur TV2. Plus tard en 2000, TV2 est la dernière chaîne malaisienne à être retransmise de jour, à l'exception du vendredi et du week-end. En 2004, la chaîne signe pour une diffusion pendant 9 heures par semaine.

Le 3 janvier 2006, cette chaîne commence ses programmations 24 heures par jour, en offrant plus de programmes pour les téléspectateurs, mais sa chaîne sœur, TV1 fait de même le 21 août 2012. Le 1er janvier 2009, les chaînes de télévision RTM se une nouvelle fois restructurées par Dato 'Ahmad Shabery Cheek, à cette période ministre de l'Information. TV2 lance dès lors son nouveau slogan : Dunia Ria (« monde heureux »).

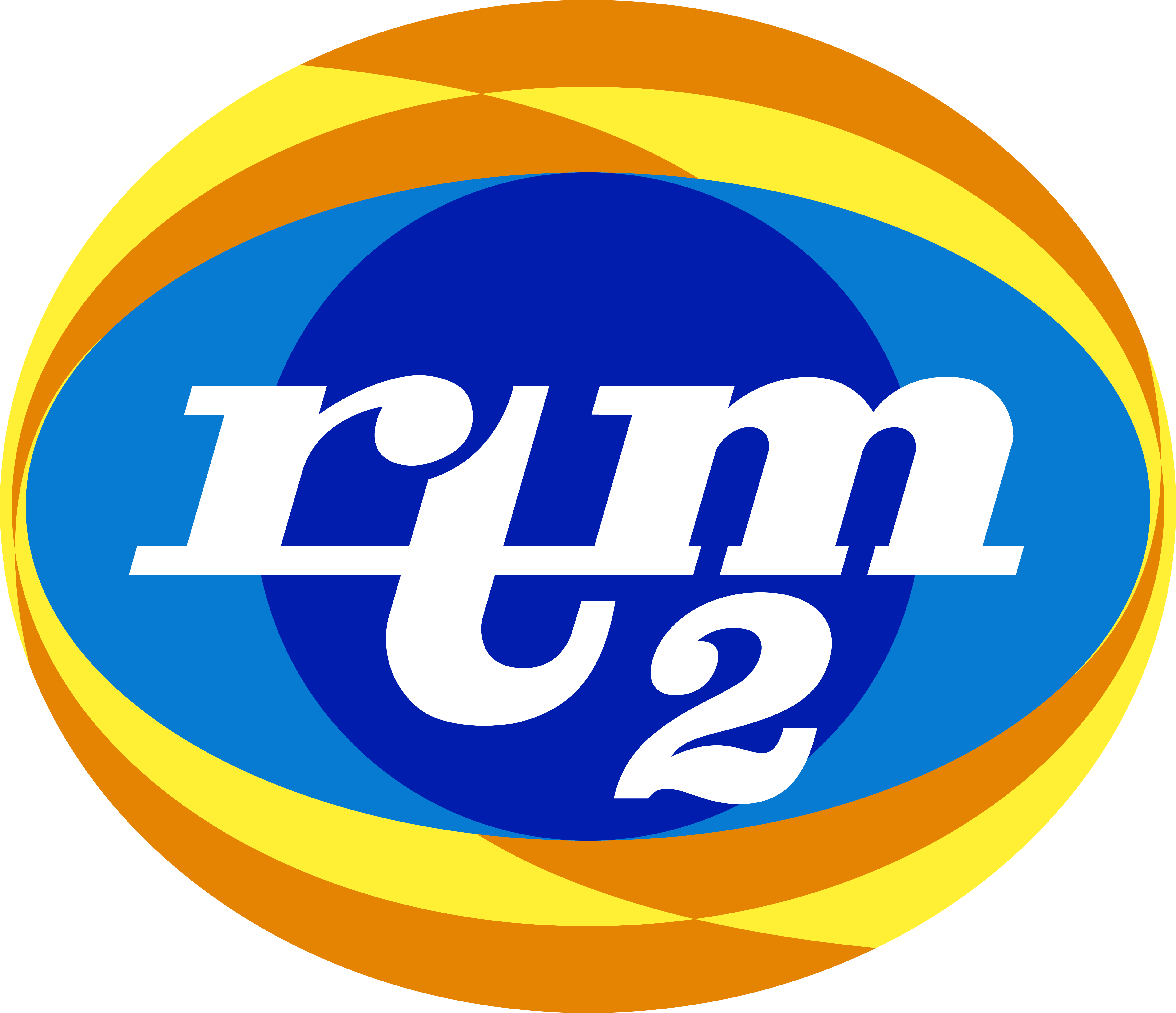
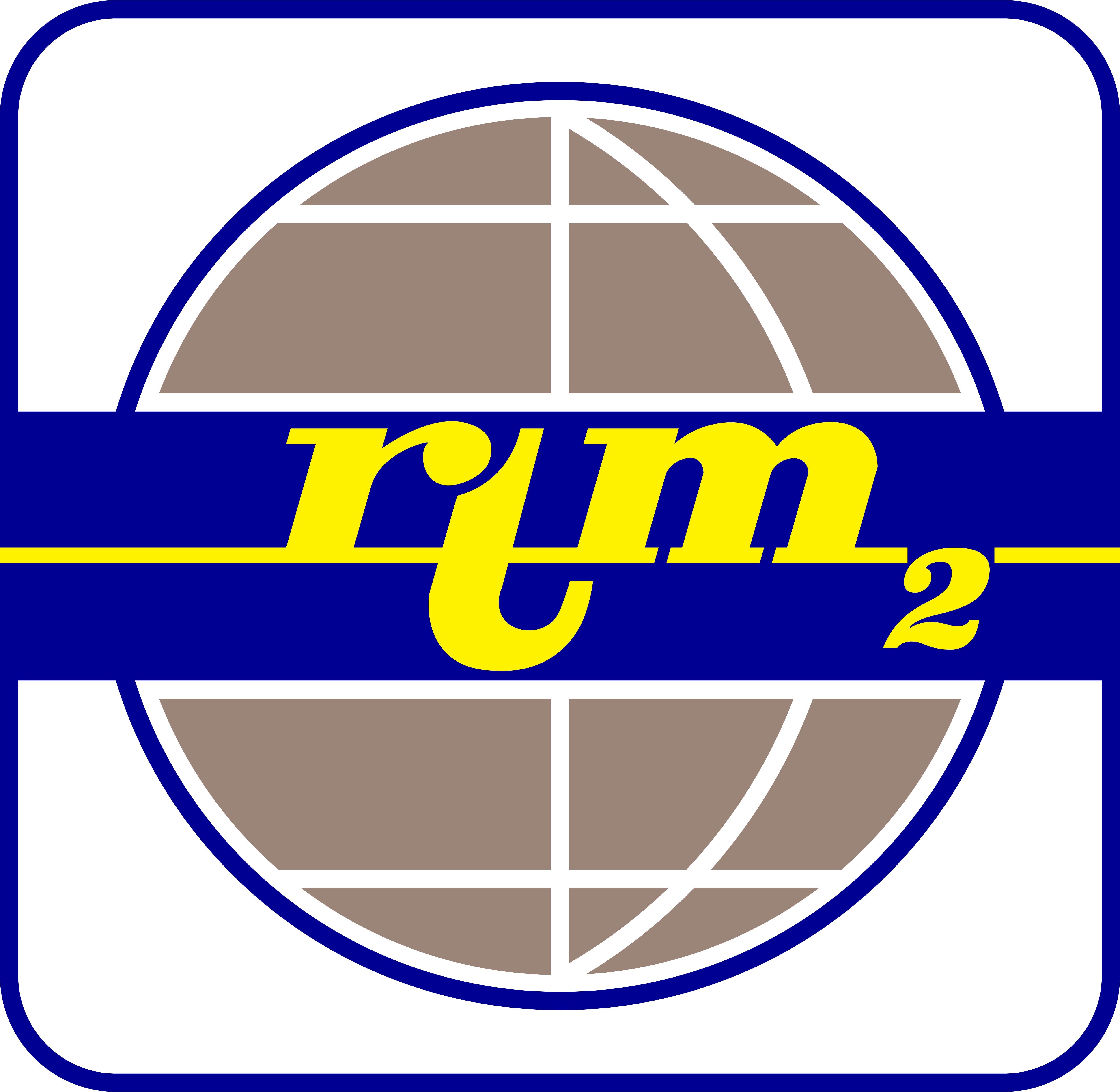
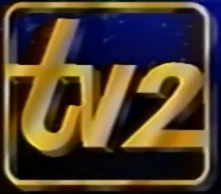
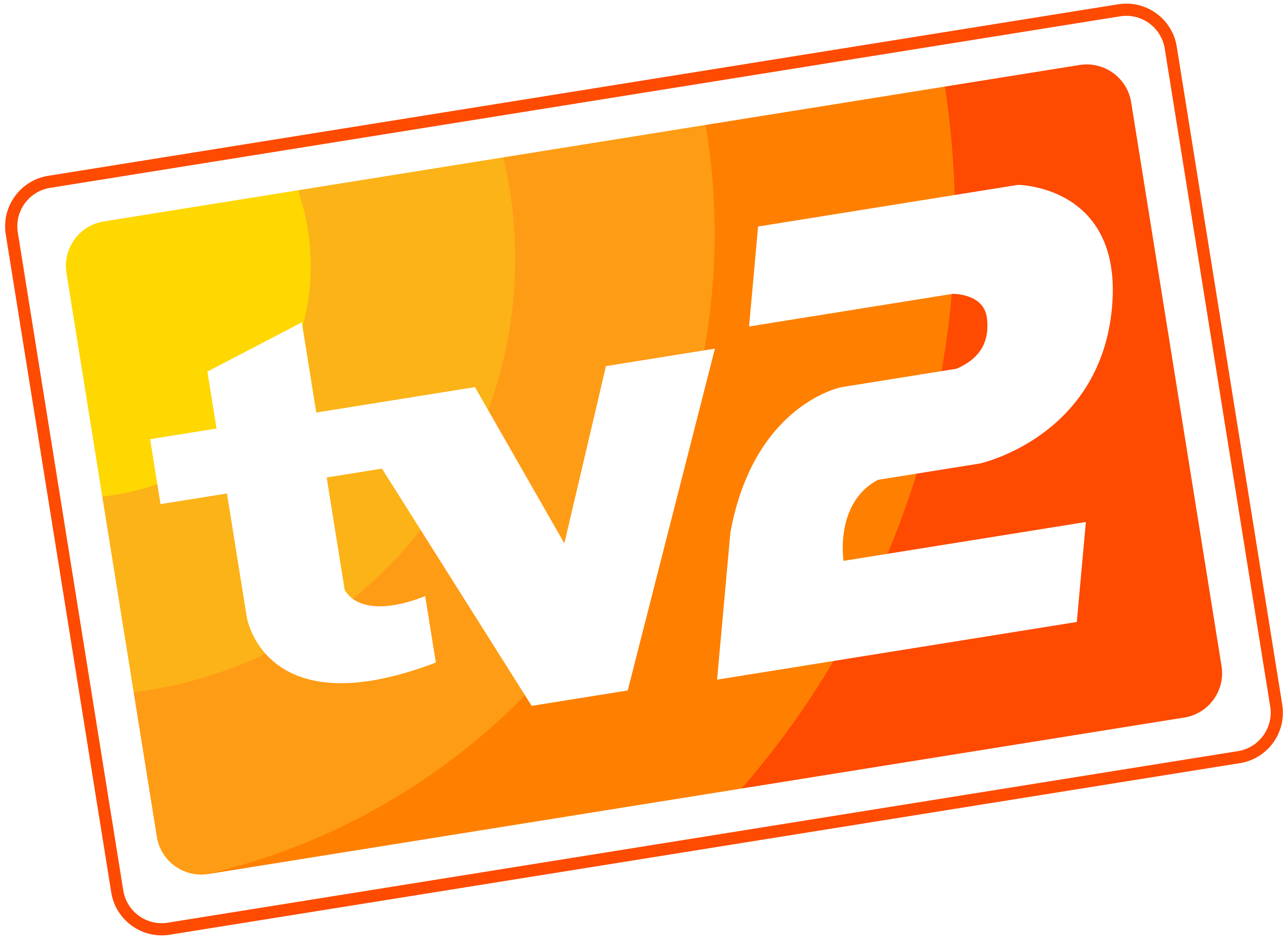
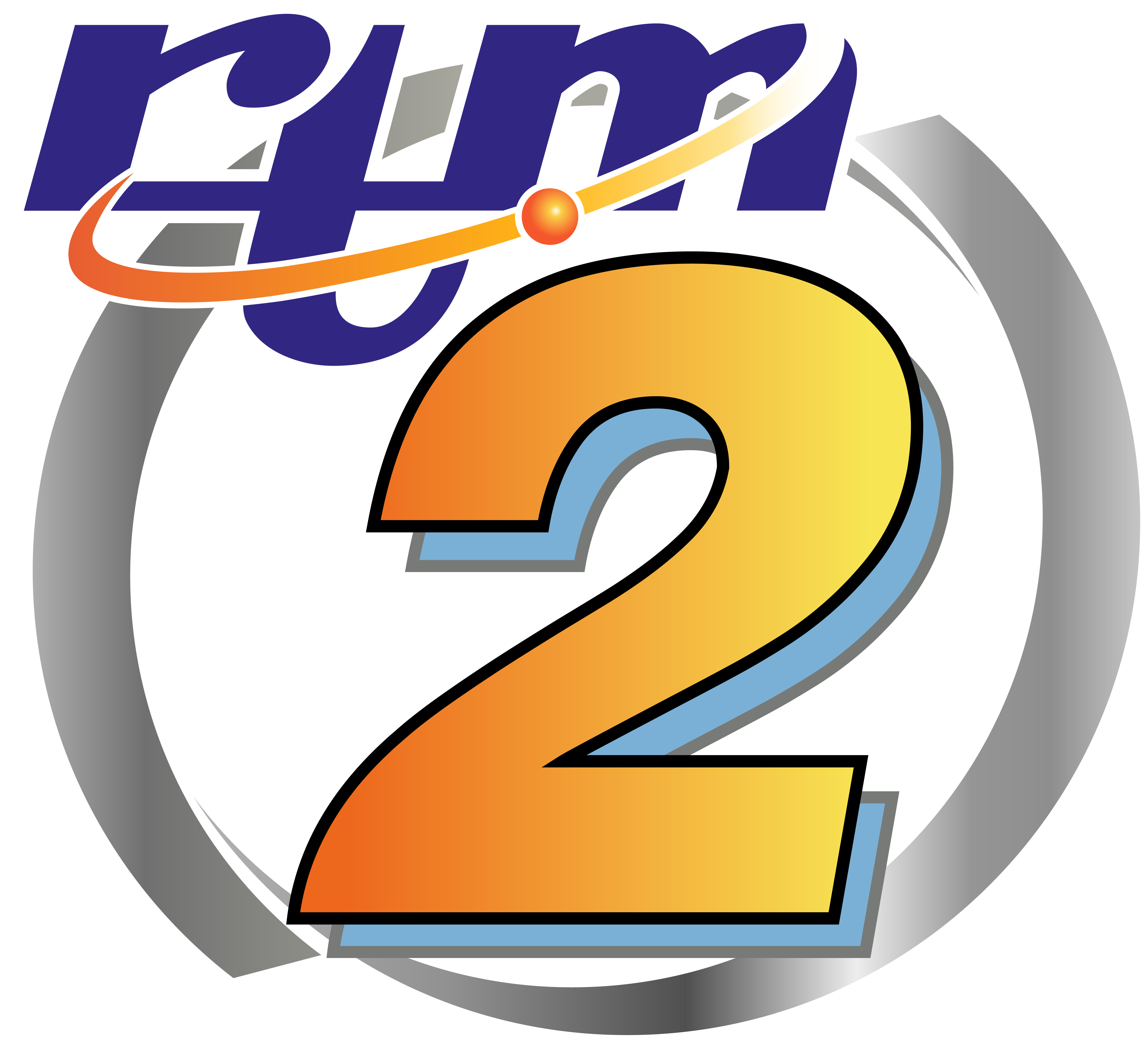
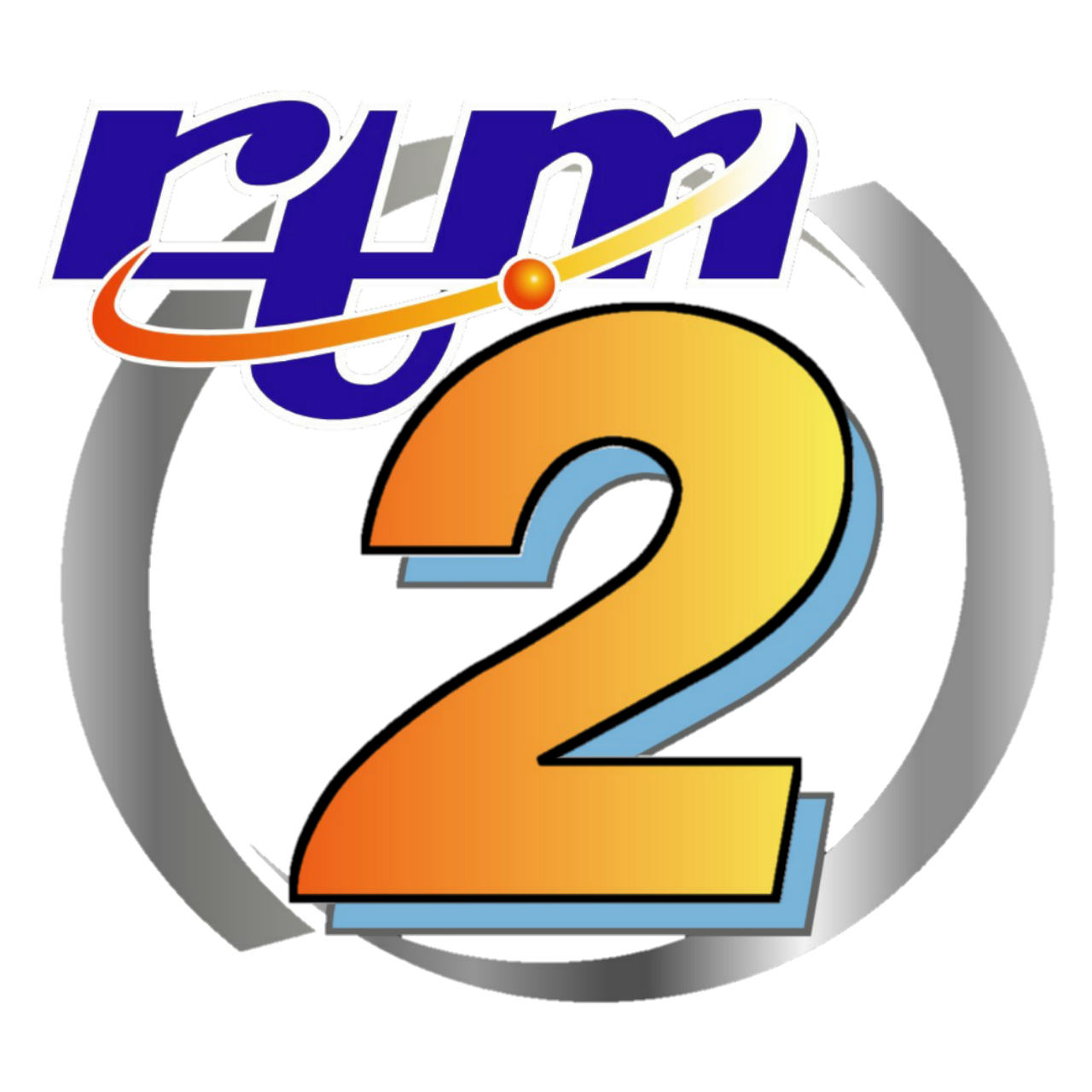
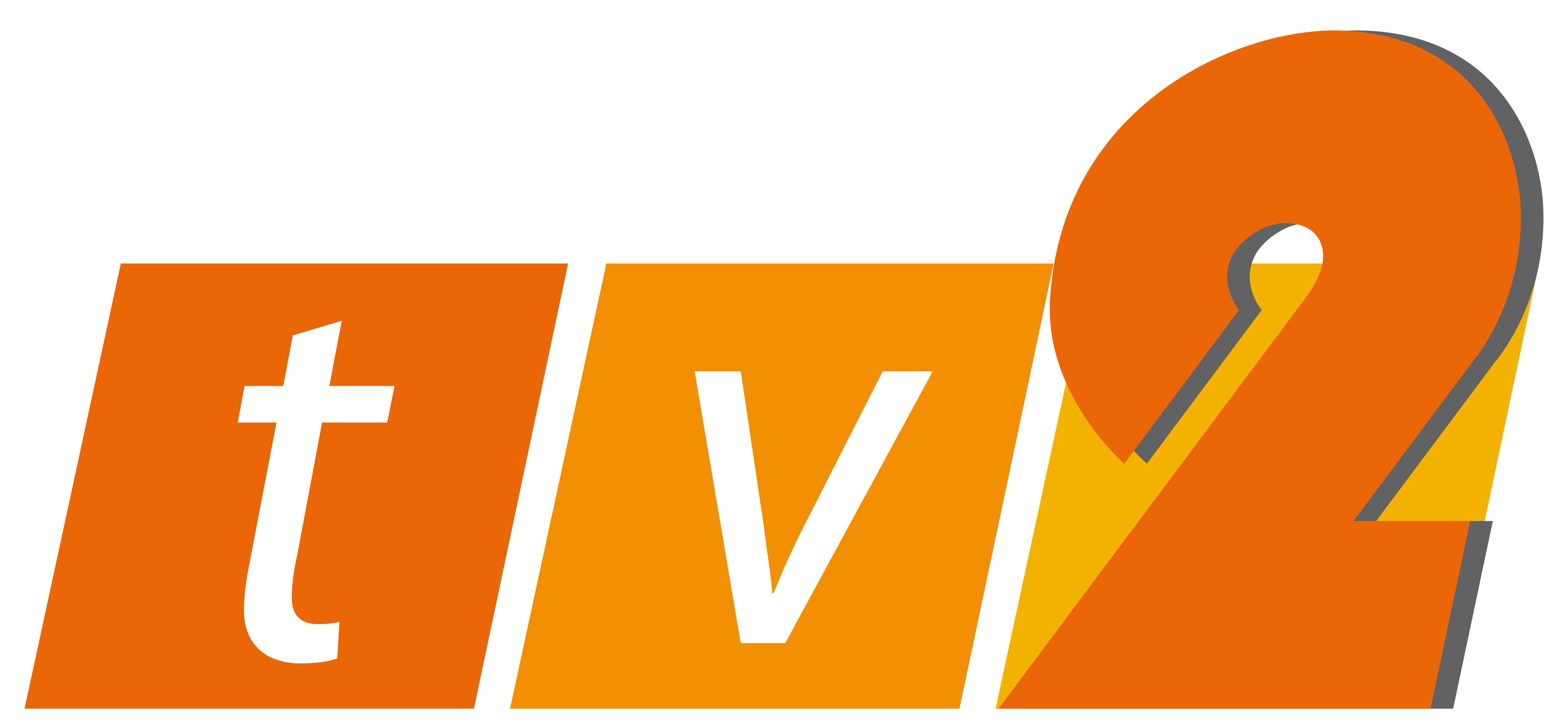
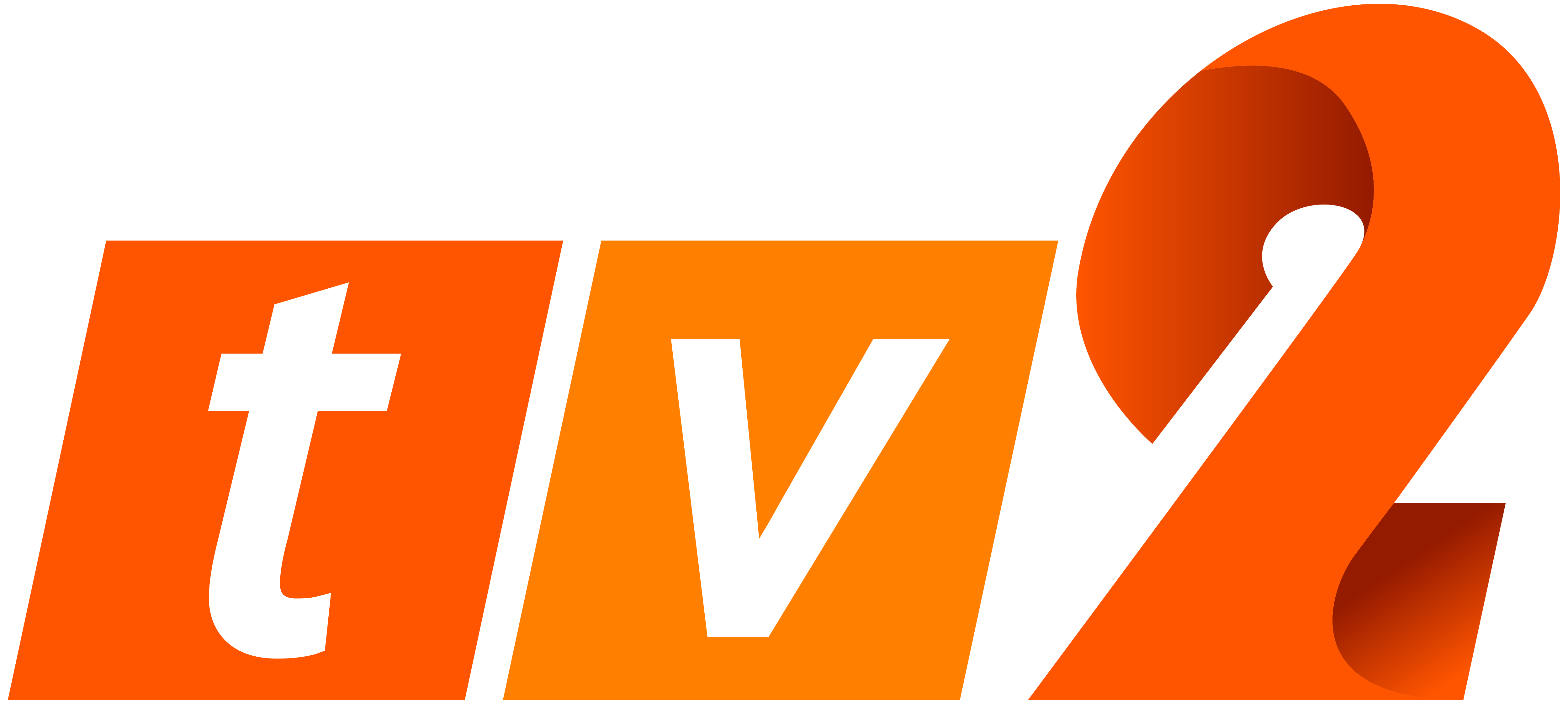

## Critique
En 2007, la chaîne est critiquée pour ne pas avoir diffusé la plupart des événements de F1 (seulement 7 des 17 courses en direct).

## Programmes

### Programmes notables
- Informations sur TV2
  - Berita Tamil (Tamil Sethi)
    - 19 h 30

  - News @ 2 (informations en anglais)
    - 12 h 30 et 20 h 30

  - Berita Mandarin (informations en mandarin)
    - 12 h et 20 h
- Best of Retro
  - Starsky & Hutch (mercredi et jeudi, 1 h)
- En chinois, japonais et coréen
  - Drama Bersiri Mandarin (dimanche et lundi, 19 h-19 h 30)
  - Golden Phoenix (lundi au jeudi, 18 h-19 h)
  - Jade
    - East of Eden (du lundi au jeudi, 11 h)

  - Kristal (du lundi au vendredi, de 17 h)
- Films hollywoodiens dans :
  - Cinéma sur TV2 (mercredi, minuit)
  - Saturday Night Special on 2 (samedi, minuit)